# Jonas Kamper
Jonas Kamper (ur. 3 maja 1983 w Nørre Alslev) – duński piłkarz występujący na pozycji skrzydłowego.
W 2006 zadebiutował w reprezentacji Danii, wcześniej był członkiem kadry U-21. Zanotował dla niej 39 występów i obecnie jest rekordzistą pod tym względem.

## Kariera
W duńskiej ekstraklasie Kamper zadebiutował w sezonie 2002/2003, kiedy to wraz z Brøndby IF sięgnął po wicemistrzostwo kraju. Z roku na rok coraz częściej dostawał się szanse gry w pierwszym składzie zespołu. Podczas sezonu 2004/2005 regularnie rozpoczynał mecze w wyjściowej jedenastce. W kolejnych rozgrywkach Jonas utracił miejsce w składzie, po czym za około pół miliona euro odszedł do klubu Bundesligi – Arminią Bielefeld. Pierwszego gola dla nowego zespołu strzelił 16 września, kiedy to uderzeniem z rzutu wolnego zapewnił Arminii zwycięstwo 2:1 z Bayernem Monachium. Następnie Kamper dostał powołanie do reprezentacji Danii, w której zadebiutował 15 listopada 2006 roku w meczu z Czechami. W sezonach 2006/2007 i 2007/2008 Kamper regularnie występował w barwach popularnych "Die Arminien". Dla tego zespołu rozegrał już Bundeslidze ponad 70 spotkań.
W 2010 został piłkarzem Randers FC, a w 2015 - Viborg FF.